# BAC-test
Blodtypekontrol Antistofscreentest Computerkontrol (forkortet BAC-test) er en blodprøve, der tages i forbindelse med blodtransfusioner, for at se egnethed mellem hhv. donor og modtager af røde blodlegemer. 
Hvis testen giver et ugyldigt resultat, laves der i stedet en forligelighedstest.